# Marguerite Brisebarre
 (juin 2025).
Marguerite Brisebarre, ou Marguerite de Césarée, morte après 1255, est une dame noble du royaume de Jérusalem. Elle est la fille aînée et héritière de Jean Brisebarre, seigneur de Césarée, et de son épouse Alix de Montaigu. À la mort de son père entre 1238 et 1241, il lui succède à la tête de la seigneurie de Césarée.
La première mention de Marguerite comme dame de Césarée date de 1249. Dans ses Assises de Jérusalem, le juriste Jean d'Ibelin rapporte que son cousin, le seigneur de Césarée, a refusé le bailliage de Jérusalem en 1243, et à la place la Haute cour de Jérusalem l'a donné à la reine de Chypre Alix de Champagne-Jérusalem. Son père étant mort, il s'agit probablement d'une référence à son mari, Jean l'Aleman, indiquant qu'il dirigeait déjà Césarée de jure uxoris à ce moment-là.
En avril 1249, Jean et Marguerite vendent six casalia près d'Acre aux Chevaliers teutoniques. En 1253, ils vendent Al-Damun et plusieurs villages à proximité, près d'Acre, aux Hospitaliers pour 12 000 besants. En 1255, ils vendent de nouveau aux Hospitaliers tout ce qu'ils possèdent à Acre, ainsi que deux autres casalia. À cette occasion, ils ont été acceptés dans l'ordre en tant que « confrater » et « consoror ». Une partie de l'argent des ventes aux Hospitaliers a été utilisée pour payer la dot de la femme de son beau-frère Hugues, Isabelle de Termonde, de la famille des seigneurs d'Adelon. Isabelle confirme le paiement d'une partie de la dot dans un acte de 1259.
Elle épouse Jean l'Aleman, fils de Garnier l'Aleman, bailli de Jérusalem, probablement issu de la famille noble allemande d'Egisheim dans l'actuelle Alsace, et de son épouse Pavie Embriaco. De ce mariage naissent trois enfants :
- Hugues l'Aleman, mort en 1264 d'une chute du cheval ;
- Nicolas l'Aleman, qui épouse Isabelle d'Ibelin, qui succède à ses parents et est assassiné en 1277 ;
- Thomas l'Aleman, qui épouse Agnès de Blanchegarde, fille de Raoul Brisebarre, seigneur de Blanchegarde, et qui devient seigneur-titulaire de Césarée après son frère.

La date de la mort de Marguerite est inconnue, mais elle n'est plus mentionnée dans les archives contemporaines à partir de 1255 tandis que son fils Nicolas n'est attesté en tant que seigneur de Césarée qu'en 1277. Son fils aîné Hugues étant décédé d'un accident de cheval en 1264, il n'a pas hérité de la seigneurie.